# Woskreseniwka (obwód charkowski)
Woskreseniwka (ukr. Воскресенівка) – wieś w rejonie bogoduchowskim obwodu charkowskiego Ukrainy, położona ok. 20 km od siedziby władz rejonu (Bogoduchowa). Wieś należy do ulaniwskiej silskiej rady.
Wieś powstała w 1769 roku pod nazwą Kyryjakiwka. Obecną nazwę nadano jej w 1840 roku. Wieś była miejscem wystąpień klasowych w czasie rewolucji 1905 roku. Akcję chłopów przeciw właścicielom ziemskich stłumił dopiero wezwany oddział wojska. 
We wsi znajduje się punkt felczersko-akuszerski. 
We wsi urodził się polski fizyk, Aleksander Jabłoński.